# Bradamante

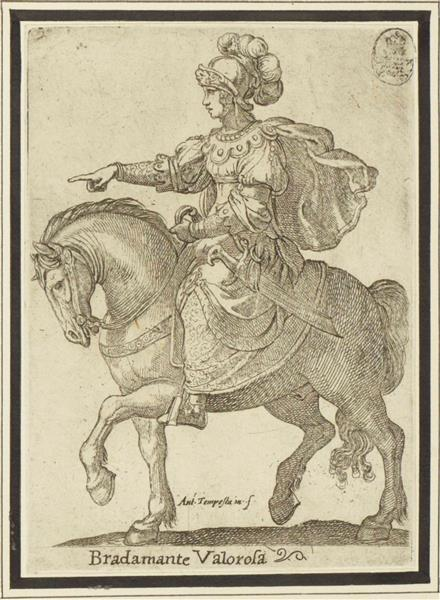
Bradamante valorosa (1597) por Antonio Tempesta

Bradamante é uma personagem de ficção, uma cavaleira, heroína em dois poemas épicos da Renascença: Orlando Enamorado, por Matteo Maria Boiardo, e Orlando Furioso, por Ludovico Ariosto. Os dois poemas exerceram uma grande influência sobre a cultura dos anos posteriores e a personagem passou a aparecer recorrentemente na arte Ocidental.

## EmOrlando EnamoradoeOrlando Furioso
Bradamante, uma cavaleira cristã, irmã de Rinaldo, apaixona-se por um guerreiro sarraceno chamado Ruggiero, mas recusa-se a casar com ele a menos que ele se converta ao Cristianismo. Bradamante é uma combatente exímia e possui uma lança mágica que faz cair do cavalo qualquer cavaleiro em que toque. Quando Ruggiero está prestes a ser preso pelo bruxo Atlante, Bradamante consegue salvá-lo.
Ao longo da história, os dois amantes separam-se e reencontram-se muitas vezes. Os pais dela rejeitam sempre o pretendente, mesmo depois de Ruggiero se converter ao Cristianismo, e querem que a filha case com um nobre chamado Leo. Ela decide que se casará apenas com quem lhe resistir em combate e apenas Ruggiero supera o desafio. No final, o casamento dos dois amantes dá origem à nobre Casa de Este, em homenagem aos patronos tanto de Boiardo e Ariosto.
Os poemas inspiraram-se nas chansons de geste, as lendas francesas do Ciclo Carolíngio e inglesas, do Rei Artur e dos Cavaleiros da Távola Redonda.

## Em obras posteriores
Em 1582, o dramaturgo francês Robert Garnier escreveu um tragicomédia denominada Bradamante que desenvolve a história de amor entre a heroína e Roger (Ruggiero).
Vários óperas homónimas foram escritos sobre a heroína:

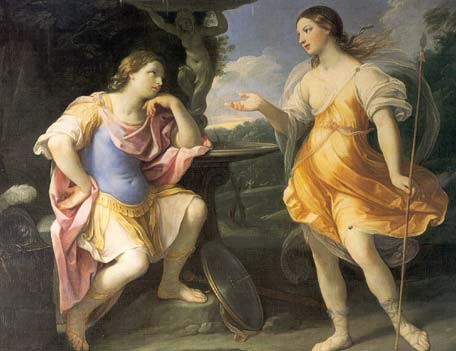
Bradamante e Fiordispina (1632-1635) por Guido Reni.

- La Bradamante, escrita por Pietro Paolo Bissari com música composta por Francesco Cavalli, foi representada pela primeira vez em 1650, no Teatro Santi Giovanni e Paolo de Veneza.[12]
- Bradamante, composta por Louis Lacoste com libreto de Pierre-Charles Roy, foi representada pela primeira vez na Académie Royale de Musique (a Ópera de Paris), em 2 de Maio de 1707.[13]
- Bradamante, escrita por Heinrich Joseph von Collin , com música de Johann Friedrich Reichardt, foi representada pela primeira vez em Viena, no dia 3 de fevereiro de 1809.[13]
- Bradamante, composta por Eduard Tauwitz, foi representada pela primeira vez em Riga, em 1844.[13]

Bradamante é também uma personagem de Alcina, uma ópera de Handel.
Bradamante é personagem principal em vários romances. Por exemplo, no romance de 1959, surrealista e altamente irónico, de Italo Calvino, Il Cavaliere inesistente (O Cavaleiro Inexistente).
No cinema, Bradamante é interpretada por Barbara De Rossi no filme italiano de 1983, Paladini-storia d'armi e d'amori (Paladinos: história de amores e de armaduras), um filme baseado nas lendas dos paladinos de Carlos Magno.